# 검은땃쥐 (땃쥐속)
검은땃쥐(학명: Crocidura maurisca, 영어명: Dark shrew, Gracile naked-tailed shrew)는 땃쥐과에 속하는 포유류의 일종이다. 부룬디와 가봉, 케냐, 그리고 우간다에서 발견된다. 자연 서식지는 늪 지역이다.